# Macrocera aquilonia
Macrocera aquilonia är en tvåvingeart som beskrevs av Stackelberg 1945. Macrocera aquilonia ingår i släktet Macrocera och familjen platthornsmyggor. Inga underarter finns listade i Catalogue of Life.